# Ioan Maftei-Buhăiești
Ioan V. Maftei-Buhăiești (n. 20 iulie 1941, Buhăiești, România – d. 30 august 2016, București) a fost un scriitor, ziarist, epigramist, dramaturg, actor, regizor, poet și profesor de matematică român, comparat și asemănat adesea cu Ion Barbu („...Ion Barbu și-a găsit un elevat urmaș, care în momentele de grație îlocuieste ecuația cu versul și calculele cu visarea”, considera Tudor Opriș). Solomon Marcus îl prețuia pentru „dinamismul său intelectual”. A fost fondatorul Trupei Artistice „Anton Pann” București și a scris piese de teatru, epigrame, poezii și fabule în amintirea lui Anton Pann, Mihai Eminescu, Constantin Brâncoveanu și lui Ion Luca Caragiale. Maftei-Buhăiești a dedicat mai multe creații prietenului său Cassian Maria Spiridon și membrilor Trupei Artistice „Anton Pann”.

## Activitate

#### Funcții
A fost Inspector General de Matematică la Ministerul Învățământului; Președintele Sindicatului Profesorilor de Matematică din România; Președintele Asociației Ordinului Pedagogic din România; membru în conducerea Federației Române de Șah; profesor la Colegiul Național „C.A. Rosetti” București, Colegiul Național „Edmond Nicolau” București și la Colegiul Național „Sfântul Sava” din București.

#### A fondat:
Trupa Artistică „Anton Pann”, București; Trupa de Teatru „Ion Luca Caragiale”, Voluntari, Jud. Ilfov; Trupa Artistică „Barbu Delavrancea”, București; Festivalul Național de Creație și Interpretare Artistică de Copii și Adolescenți; Clubul de Creație și Interpretare „Păstorel Teodoreanu”.

#### Afilieri
Membru al Uniunii Scriitorilor din România; membru al Uniunii Epigramiștilor din România; membru al Societății Literare „Costache Negri” din Galați; membru al Asociației Literare „Păstorel” din Iași; membru al Clubului „Cincinat Pavelescu” din București; membru al Asociației Clubul Epigramiștilor Olteni; membru al Societății Scriitorilori Români; membru al Cenaclului „Mircea Eliade”; membru al Cenaclului „Literatorul” din București; membru al Cenaclului Literar ING, din București.

#### Redactor colaborator la revistele
Poezia, Convorbiri Literare, Porto Franco, Nord Literar, Booklook, Meridianul Cultural Românesc, Sud, Mișcarea literară, Amurg sentimental, Vatra Veche etc.

#### Autor de piese scrise și jucate
- Duelul caracterelor;
- Patul blestemelor;
- Destinul semnelor;
- Privighetoarea;
- Pastilă albastră buclucașă;
- Rugul brancovean

#### Dramatizări scrise, jucate și televizate
- O vizită de neuitat, după schița Vizita de Caragiale
- Buciumul și aspirațiile domnului Spirache, după Tudor Mușatescu
- Extaz și agonie, după nuvela Două loturi de Caragiale

## Aprecieri
Creațiile lui Maftei-Buhăiești au fost apreciate de personalități și scriitori precum: Ion Lucian, Solomon Marcus, Radu Gologan, Mihai Haivas, Tudor Opriș, Doina Bârcă, Gabriela Ciubotaru, Ana Dobre, Geo Călugăru, Mihai Batog Bujeniță, George Corbu, Ioan Mazilu-Crângașu sau Sterian Vicol, Vasile Larco, Vintilă Anastasiu, Octavian Petrescu și Florentin Popescu, cel din urmă scriind că „...fără a fi un emul peste timp a lui Ion Barbu, își creează propria platformă a universului său liric și de autor dramatic”.
După deces, mai mulți scriitori au realizat poezii în memoria lui Maftei-Buhăiești, printre care: „A fost prea-n multe!...” de Nicolae Vasile

## Publicații
- Probleme de matematică date la concursurile și examenele din 1984, Editura IPBT, 1986 (in colaborare cu Titu Andreescu)
- Exerciții și probleme de geometrie plană pentru gimnaziu (cu Mihai Haivas, Constantin Chirilă, Roxana Diaconescu, Claudiu Popa), editura Universitara, 2009
- Probleme date la olimpiada de matematică pentru licee, Editura Științifică, 1992
- Rugă și incantație, Editura Universitară, 2008
- Visuri in oglinda, Editura Universitară, 2008 (colaborare cu Karin Schafer)
- Semințele iubirii, Editura Universitară, 2009
- Catrene cu tâlc, Editura Universitară, 2009
- De la lume la lume...: piesă în 4 tablouri, Editura Universitară, 2009
- Muguri de viata (poezii si teatru pentru copii si adolescenti), Editura Universitară, 2009
- De vorbă cu timpul, Editura Universității, București, 2010
- Simfonia umorului, Rocad Center, 2010
- Trepte (Vol.I,II,III,IV), Amurg Sentimental, 2010-2011
- Sub zodia racului: poezii, epigrame, teatru, critice, răvașe, cuvinte rare, Amurg Sentimental, 2011
- Surâsul epigramei,  Rocad Center, 2011
- Mic tratat la chipul din oglindă, Timpul, 2011
- Întru amintirea lui Anton Pann: teatru scurt (scenete moralizatoare), fabule, distihuri și strofe felurite, din zestrea lui Anton Pann, Amurg Sentimental, 2012
- Întâlnire cu Păstorel: teatru scurt și epigrame, Rocad Center, 2012
- Dor de cuvinte: antologie, Amurg Sentimental, 2013
- De primăvara liliacului: antologie, Amurg Sentimental, 2013
- Flacăra credinței brâncovene, Amurg Sentimental, 2014
- Din oglinda visului etern: antologia slujitorilor de cuvinte neaoș românești, Amurg Sentimental, 2014
- Licărul stelelor în iarbă, Timpul, 2015
- Valuri fără maluri: versuri satirico-umoristice, Pim, 2015
- Teatrul, o altă mască a lumii, Volum aniversar de teatru, Editura Amurg Sentimental, București, 2016
- Restituiri în alb și negru (75 de ani sub... Zodia Racului), 2016

## Alte referințe:
- Florentin Popescu: Dintre sute de volume - Ioan Maftei Buhăiești, Aproape de rug, Bucureștiu literar și artistic, Anul IIL, nr. 4 (19), aprilie 2013
- Eminescu, geniul stelelor. Omagiu: Ioan V. Maftei-Buhăiești, Editura Armonii Culturale, 2015
- Vasile Larco: De vorbă cu timpul, Plumb, Anul VI, nr. 46, ianuarie 2011
- Doina Barcă: Ioan V. Maftei-Buhăiești, Restituiri în alb și negru; Indepenedența Română, 10 august 2016
- Ion Machidon: SCRISOARE CĂTRE POETUL DORU IOAN LAZĂR, România Mare, 4 mai 2021
- Ionel Iacob-Bencei, Nelu Vasile: Ionii epigramei românești - Ioan V. Maftei-Buhăiești, Editura Napoca Star, Cluj-Napoca, 2017
- Valentin Huțanu: Spectacol de teatru, în premieră la Iași, 18 decembrie 2008, bzi.ro